# Izzat Artykow
Izzat Artykow (ur. 8 września 1993) – kirgiski sztangista, mistrz Azji w podnoszeniu ciężarów w konkurencji do 69 kg z 2016 roku. W tym samym roku zdobył również brązowy medal olimpijski, jednakże kilka dni później został on mu odebrany po pozytywnym wyniku testów antydopingowych.

## Osiągnięcia
| Rok                         | Miejsce                      | Konkurencja                 | Rwanie                      | Rwanie                      | Rwanie                      | Rwanie                      | Podrzut                     | Podrzut                     | Podrzut                     | Podrzut                     | Łącznie                     | Pozycja                     |
| Rok                         | Miejsce                      | Konkurencja                 | 1                           | 2                           | 3                           | Pozycja                     | 1                           | 2                           | 3                           | Pozycja                     | Łącznie                     | Pozycja                     |
| Letnie igrzyska olimpijskie | Letnie igrzyska olimpijskie  | Letnie igrzyska olimpijskie | Letnie igrzyska olimpijskie | Letnie igrzyska olimpijskie | Letnie igrzyska olimpijskie | Letnie igrzyska olimpijskie | Letnie igrzyska olimpijskie | Letnie igrzyska olimpijskie | Letnie igrzyska olimpijskie | Letnie igrzyska olimpijskie | Letnie igrzyska olimpijskie | Letnie igrzyska olimpijskie |
| --------------------------- | ---------------------------- | --------------------------- | --------------------------- | --------------------------- | --------------------------- | --------------------------- | --------------------------- | --------------------------- | --------------------------- | --------------------------- | --------------------------- | --------------------------- |
| 2016                        | Rio de Janeiro, Brazylia     | 69 kg                       | 146                         | 151                         | 155                         | 5                           | 181                         | 188                         | 196                         | 3                           | 339                         | DSQ                         |
| Mistrzostwa świata          |                              |                             |                             |                             |                             |                             |                             |                             |                             |                             |                             |                             |
| 2014                        | Ałmaty, Kazachstan           | 69 kg                       | 133                         | 133                         | 133                         | 23                          | 165                         | 170                         | 175                         | 17                          | 303                         | 19                          |
| 2010                        | Antalya, Turcja              | 56 kg                       | 92                          | 96                          | 100                         | 26                          | 120                         | 125                         | 125                         | 25                          | 225                         | 23                          |
| Mistrzostwa Azji            |                              |                             |                             |                             |                             |                             |                             |                             |                             |                             |                             |                             |
| 2019                        | Ningbo, Chiny                | 67 kg                       | 127                         | 132                         | 132                         | 10                          | 160                         | 160                         | 160                         | –                           | –                           | –                           |
| 2016                        | Taszkent, Uzbekistan         | 69 kg                       | 143                         | 147                         | 150                         |                             | 181                         | 185                         | 188                         |                             | 338                         |                             |
| 2015                        | Phuket, Tajlandia            | 69 kg                       | 140                         | 145                         | 147                         | 5                           | 173                         | 177                         | 181                         |                             | 326                         | 4                           |
| 2012                        | Pyeongtaek, Korea Południowa | 69 kg                       | 130                         | 135                         | 135                         | 13                          | 155                         | 162                         | 167                         | 14                          | 292                         | 14                          |
| Igrzyska azjatyckie         |                              |                             |                             |                             |                             |                             |                             |                             |                             |                             |                             |                             |
| 2018                        | Dżakarta, Indonezja          | 69 kg                       | 143                         | 143                         | 147                         |                             | 178                         | 183                         | 190                         |                             | 330                         | [ 5 ] [ 6 ]                 |
| 2014                        | Incheon, Korea Południowa    | 69 kg                       | 135                         | 140                         | 145                         | 7                           | 170                         | 175                         | 178                         | 5                           | 315                         | 5                           |